# Římská tažení v Germánii za vlády Augusta
Římská tažení do Germánie byla sérií konfliktů mezi germánskými kmeny a římskou říší především za vlády římského císaře Augusta v letech 12 př. n. l. až 16 n. l., který se snažil území Germánie začlenit do své říše. Po smrti Augusta ve vojenských výpravách do Germánie pokračoval jeho nástupce císař Tiberius Julius Caesar Augustus.
K prvním konfliktům mezi germánskými kmeny a Římany za vlády císaře Augusta došlo již v roce v 16 př. n. l., kdy v bitvě nazývané Clades Lolliana byla poražena V. římská legie konzula Marca Lollia germánskými kmeny Sugambrů, Usipetů a Tenkterů. Římský císař Augustus na tento konflikt v Galii reagoval urychleným budováním vojenské infrastruktury. V roce 13 př. n. l. na jeho příkaz začal římský vojevůdce Nero Claudius Drusus budovat první pevnosti na řece Rýn a hned následující rok zahájil první odvetné tažení do Germánie. V letech 11 až 9 př. n. l. pak vedl ještě další tři vojenské výpravy do Germánie. V roce 10 př. n. l. byl Drusus oslavován jako Říman, který se dostal v severní Evropě nejdál na východ. Další římští vojevůdci ve vojenských výpravách do Germánie pokračovali až do roku 16 n. l. Největší z těchto výprav bylo tažení Publia Quinctilia Vara v roce 9, které při zpatěční cestě k řece Rýn bylo poraženo v bitvě v Teutoburském lese koalicí germánských kmenů vedenými Arminiem. Arminius pocházel z kmene Cherusků, ale sloužil v římských legiích, tudíž ho Publius Varus považoval za spojence. Římská expanze do Germánie se v důsledku této porážky zastavila a všechny vojenské výpravy bezprostředně následující po této bitvě byly jen odvetou za Clades Variana („Varianská pohroma“), jak bitvu v Teutoburském lese nazývali římští historikové. Posledním vojevůdcem, který na počátku našeho letopočtu vedl římské jednotky přes Rýn do Germánie, byl Germanicus, adoptivní syn císaře Tiberia, který v roce 16 zahájil poslední velkou vojenskou výpravu Římanů do Germánie.

## Pozadí
V roce 27 př. n. l. Augustus vyslal vojevůdce Marca Vipsania Agrippu do Galie, aby zde potlačil povstání. Během těchto galských povstání byly přes Rýn z Germánie do Galie pašovány zbraně, které pomáhaly galským povstalcům. V té době byla římská vojenská přítomnost na hranicích Rýna velmi nízká a jedinými vojenskými operacemi Říma byly trestné výpravy proti lokálním vpádům Germánů do Galie. Pro Římany za důležitější bylo považováno zabezpečení a potlačení jakéhokoli odporu v Galii.
V roce 20 př. n. l. byla situace v Galii stabilizovaná. Marcus Vipsanius Agrippa dokázal vylepšil infrastrukturu, především  vybudovat římské komunikace, aby mohl rychle zvýšit vojenskou přítomnost podél Rýna. Mezi lety 19 a 17 př. n. l. zde bylo postaveno několik pevností, čímž bylo dokončeno zabezpečení hranic Galie. Další prosperita Galie i celé římské říše závisela především na získání dalšího území a podrobení dalších národů. Cílem další imperiální expanze se stala Germánie.
Po zajetí a popravě římských vojáků na východě od Rýna v letech 17 a 16 př. n. l. překročili germánské kmeny Sugambrů, Usipetů a Tenkterů řeku Rýn a zaútočily na V. římskou legii Marcuse Lollia v bitvě Clades Lolliana, přičemž se jim podařilo ukořistit i orlici, symbol římské legie. Rychlý římský protiútok sice donutil germánské kmeny k rychlému ústupu zpět do Germánie, ale tato událost donutila císaře Augusta zesílit vojenskou přítomnost v Galii a připravit jednotky k vojenskému tažení do Germánie.
V letech 16 až 13 př. n. l. Augustus pobýval v Galii. V rámci přípravy na nadcházející vojenské tažení založil v Lugdunum mincovnu, která měla razit mince a tím poskytovat prostředky na válečné výpravy. Zároveň v Galii organizoval sčítání lidu, aby mohl efektivněji vybírat daně a koordinovat budování vojenských kastelů na západním břehu Rýna.

## Římská tažení před bitvou v Teutoburském lese

### Tažení Nera Claudia Drusa

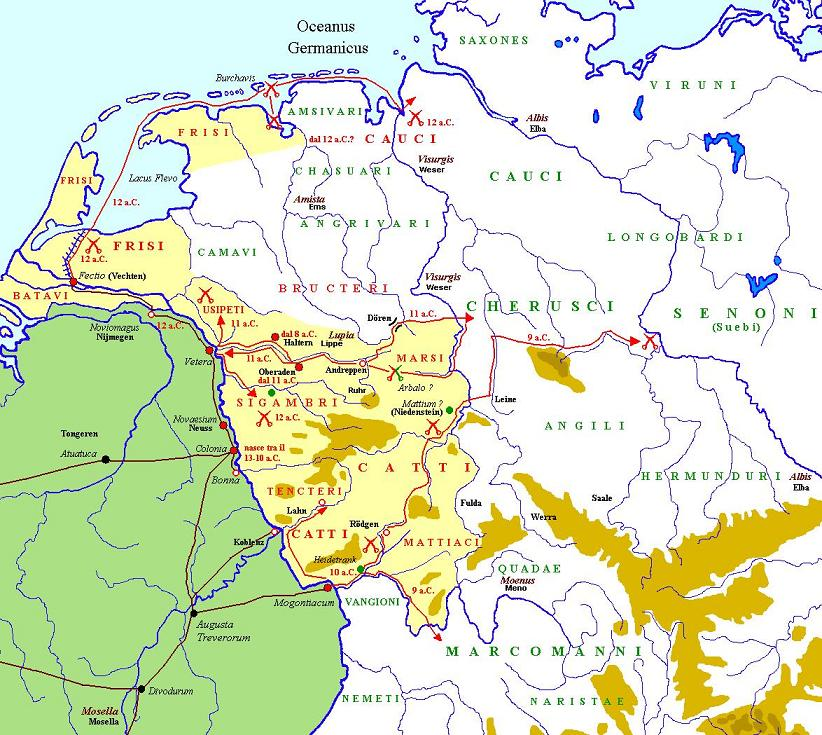
Drusovo tažení v letech 12 př. n. l. - 9 př. n. l.

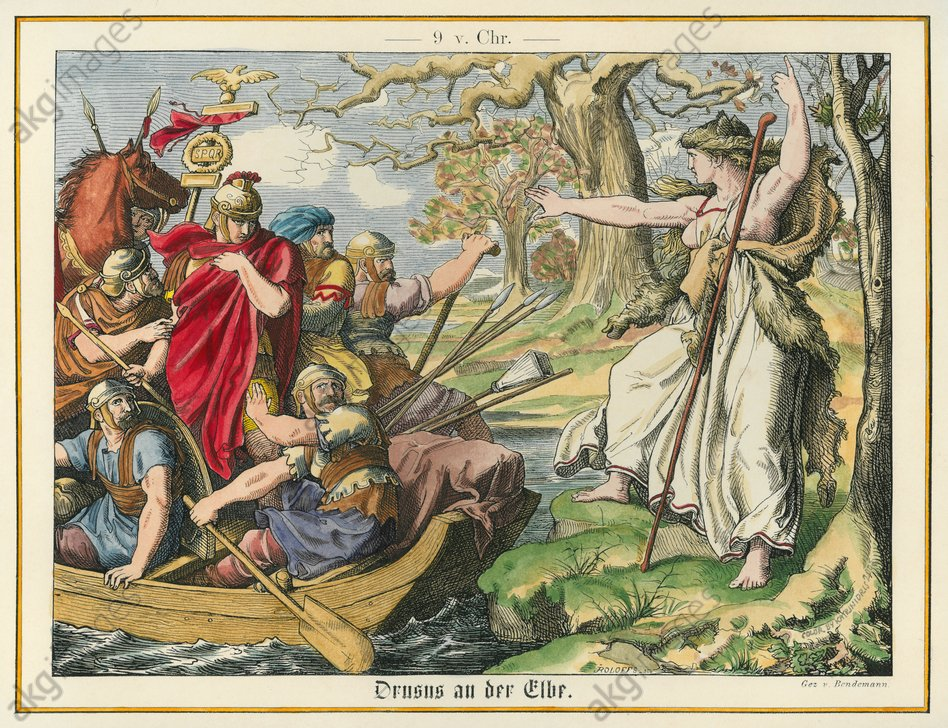
Drusus u řeky Labe

V roce 13 př. n. l. se guvernérem Galie stal Nero Claudius Drusus, vojevůdce a nevlastní syn Augusta. V následujícím roce došlo v Galii k povstání, které bylo reakci na římské sčítání lidu a s tím i daňovou politiku zavedenou císařem Augustem. Drusus se snažil toto povstání potlačit, přičemž se zároveň věnoval obraně hranic na Rýně. Organizoval zásobování několika pevností postavených podél Rýna, včetně pevností Argentoratum, Moguntiacum a Castra Vetera. Když Sugambrové překonali Rýn a napadli Galii, zahnal je zpět na druhý břeh Rýna a zároveň zahájil odvetný útok do Germánie, což byl začátek téměř třicet let trvajících vojenských výprav do Germánie.
Nejprve napadl území Usipetů. Pak postupoval na sever proti Sugambrům, kteří byli příčinou jeho vojenské výpravy. Jejich území vydrancoval a pokračoval k ústí Rýna, kde dobyl území Frísů, kteří se vzdali a vstoupili do Drusovy armády jako spojenci. Během tohoto prvního tažení se snažil podmanit si kmen Chauků, kteří žili v severozápadní Germánii v dnešním Dolním Sasku. Před zimou se po Rýně vrátil do Argentorata a pak do Říma.
Následující jaro zahájil své druhé vojenské tažení do Germánie. Nejprve zatlačil Usipety a pak postupoval na východ k řece Visburgis. Poté prošel územím Cherusků, jejichž území se táhlo od řeky Emže až k řece Labe. V té době to bylo nejvýchodnější místo v severní Evropě, kam se římské legie dostaly. Když se blížila zima a docházely jim zásoby, rozhodl se k návratu do zimoviště na Rýnu. Během této cesty byly jeho legie napadeny a téměř zničeny cheruskými válečníky v bitvě u Arbala.
V následujícím roce byl Drusus jmenován konzulem a současně bylo odhlasováno, že říše zůstane v míru. Mír však nevydržel, neboť na jaře roku 10. př. n. l. opět vedl své již třetí vojenské tažení do Germánie, kde dobyl území Chattů a dalších germánských kmenů. Navzdory špatným znamením v roce 9 př. n. l. se vypravil na čtvrté vojenské tažení, při němž znovu zaútočil na germanský kmen Chattů a následně postupoval na východ až na území Svébů. Cassius Dio napsal: „s obtížemi dobyl území, které prošel a porazil síly, které na něj útočily a způsobily značné krveprolití.“ Poté znovu zaútočil na Cherusky a došel až k Labi. Ovidius napsal, že Drusus rozšířil nadvládu Říma na nové země, které byly objeveny teprve nedávno. Na cestě zpět k Rýnu Drusus spadl z koně a těžce se zranil. Augustus mu na pomoc vyslal Tiberia, aby ho dopravil zpět k Rýnu, ale Drusus na následky zranění po třiceti dnech zemřel. Důvodem úmrtí byla patrně gangréna, způsobená infekcí rány způsobené po pádu z koně.

### Tažení Tiberia, Ahenobarba a Vinicia

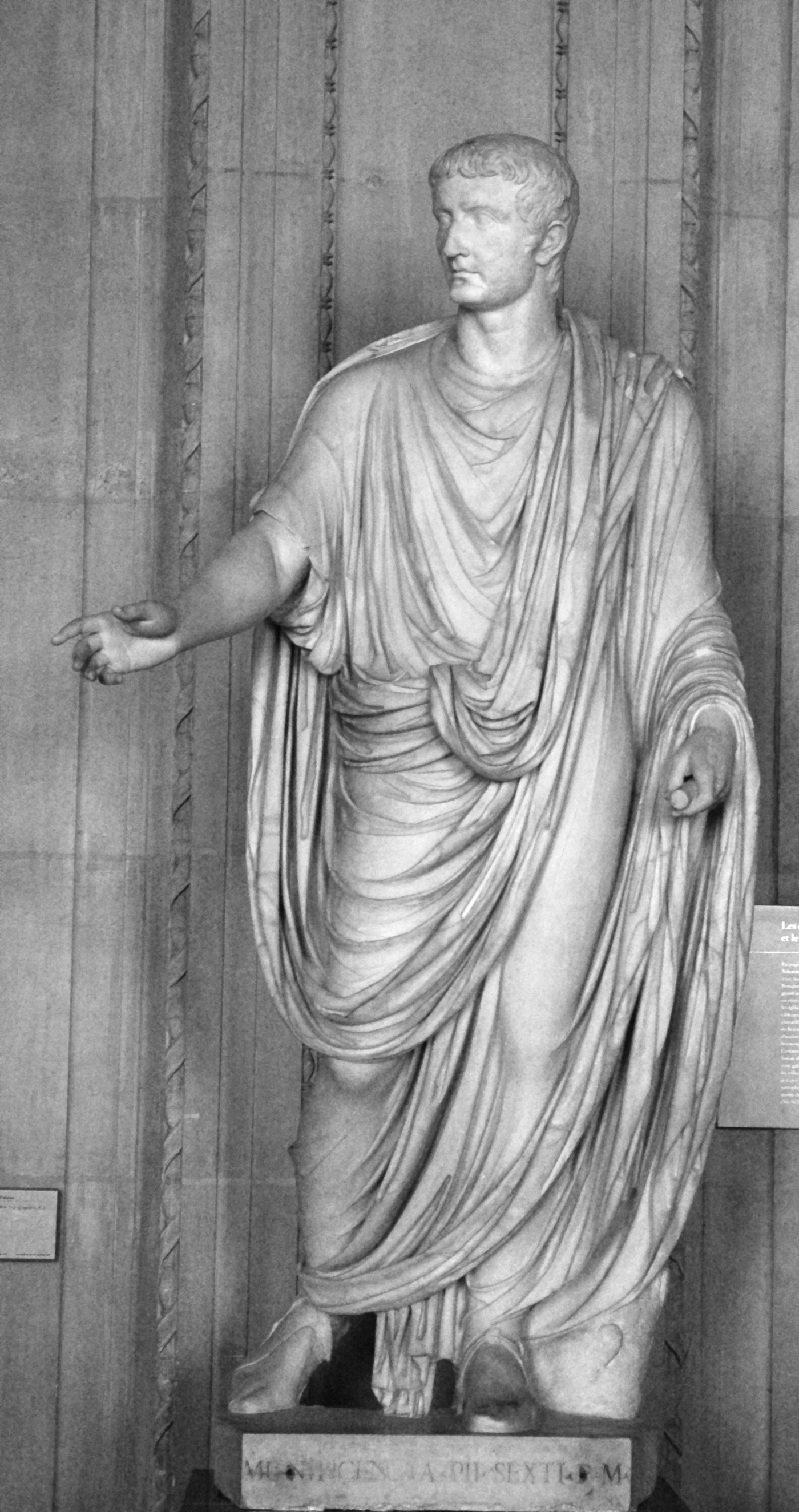
Vojevůdce a římský císař Tiberius

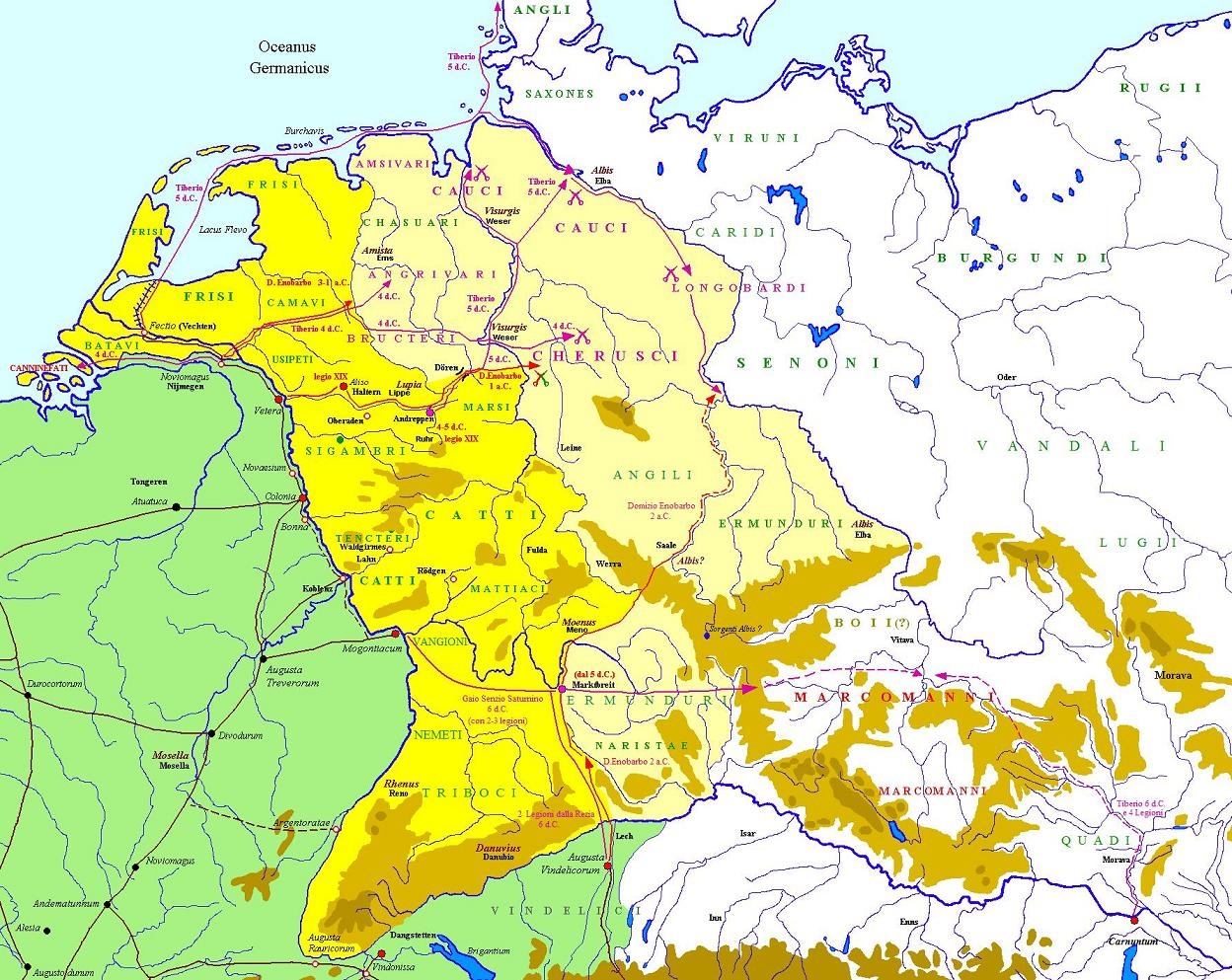
Tiberiovo a Ahenobarbovo tažení k Labi

Velení římských legií v Germánii po Drusově smrti převzal Tiberius, který v letech 8 a 7 př. n. l. do Germánie vedl dvě vojenské výpravy. S vojenskými jednotkami postupoval od Rýna k Labi, přičemž se setkal jen s malým odporem posledních přeživších Sugambrů, které přemístil do Galie, kde byli pod římskou kontrolou. Velleius Paterculus, účastník Tiberiových tažení vykresluje Germánii v podstatě již jako dobyté území. Také Cassiodorus v 6. století napsal, že všichni Germáni žijící mezi Labem a Rýnem se podřídili římské moci, ale vojenská situace v Germánii se na přelomu letopočtu velmi lišila od toho, co naznačovala tehdejší imperiální propaganda.
V roce 6 př. n. l. byl velitelem v Germánii jmenován Lucius Domitius Ahenobarbus, který o tři roky později se svou armádou překročil Labe. Pod jeho velením byly přes bažiny někde v oblasti mezi Emži a Rýnem vybudovány hráze, zvané pontes longi. Ačkoli se Ahenobarbus dostal až k Labi a cestou k Rýnu řídil výstavbu infrastruktury, nevedl si dobře proti Cheruskům, které se snažil násilně podmanit, stejně jako to udělal Tiberius se Sugambry. Za toto neúspěšné jednání ho císař Augustus odvolal a nahradil jej zkušenějším vojenským velitelem Marcusem Viniciem.
Mezi rokem 2 př. n. l. a rokem 4 velel Vinicius v Germánii pěti římským legiím. Jeho výpravy byly patrně úspěšné, protože po návratu do Říma mu bylo uděleno římské triumfální vyznamenání. V roce 4 byl do Germánie znovu vyslán Tiberius a hned první rok během tažení dobyl území kmene Canninefatů, Chattuariu, Brukterů a Cherusků. V roce 5 vedl vojenské tažení proti Chaukům a poté koordinoval útok do centra Germánie, jak po souši, tak po řece. Římská flotila a legie se setkaly na řece Labi, načež Tiberius se na konci léta vrátil zpět k Rýnu, aniž by na Labi zřídil pevnost se stálou posádkou, která by dobyté území měla pod kontrolou. Římu tím sice dokázal, že jeho vojenské jednotky se bez odporu dokážou pohybovat napříč Germánií, ale stejně jako Drusus neudělal nic proto, aby dobytá území udržel pod kontrolou Říma.
V roce 5 došlo v germánském kmeni Cherusků k boji o moc. Vítězná frakce se následně přiklonila na římskou stranu. K této frakci patřil i mladý Arminius, který byl vychován v Římě. Spojenectví jeho kmene s Římany mu umožnilo získat si jejich přízeň. Tiberius prohlásil Cherusky za přátele římského lidu a poskytl vládnoucí frakci Cherusků svobodné postavení mezi germánskými národy. Aby měl vše pod kontrolou nechal postavit na řece Lippe zimní základnu.
V roce 6 Římané považovali germánské území již z velké části za zpacifikováné. Pouze Markomani pod vedením Marobuda ustoupili dále na východ na území Boiohaema, které zůstalo nepokořeno. Římané proti nim plánovali další vojenské tažení, kde počítali s účastí dvanácti římských legií, které by postupovaly ze dvou směrů. Z vojenského tábora Carnuntum vedl své legie Tiberius, s tímto vojskem postupoval i Velleius Paterculus. Od vojenského tábora Mogontiacum vytáhl s dalšími legiemi Gaius Sentius Saturninus, toho času místodržící provincie Germánie. Když v Panonii propuklo povstání bylo tažení proti Markomanům zrušeno. Tiberius se musel vrátit zpět na pomoc panonským posádkám. Marobud místo protiútoku využil situace a s Římany uzavřel mír, ti ho pak uznali králem Markomanů.

## Bitva v Teutoburském lese

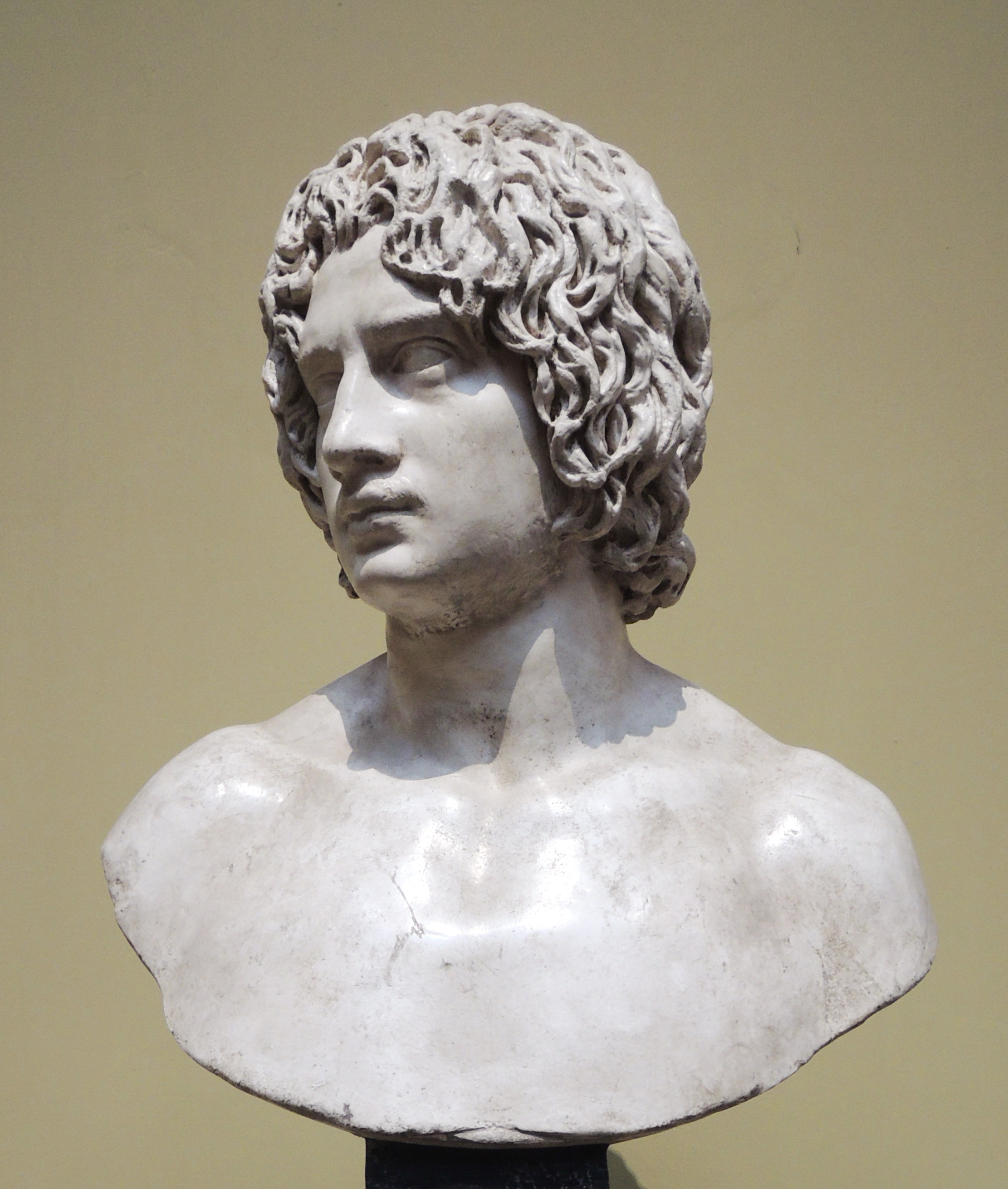
cheruský vůdce Arminius

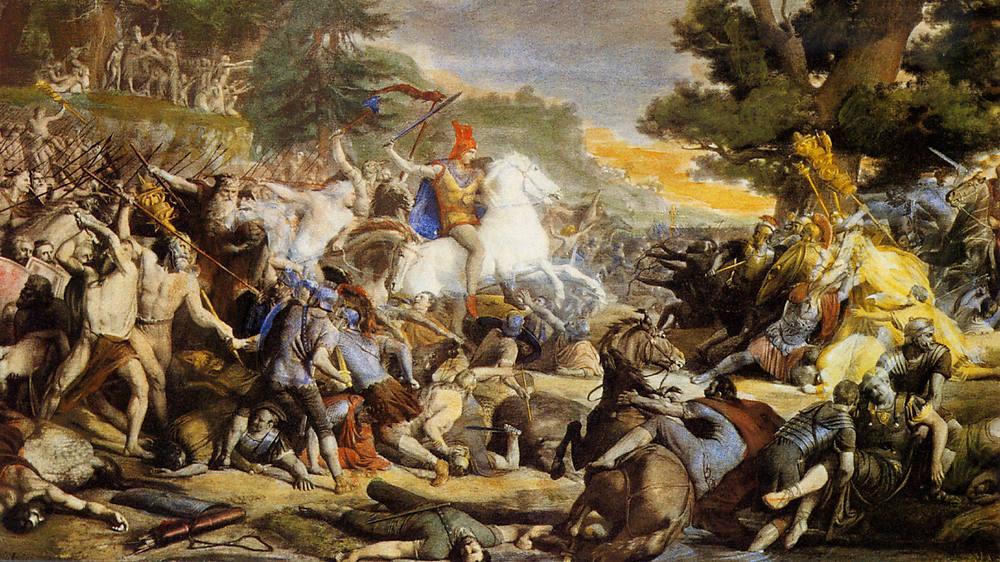
Bitva v Teutoburském lese- barevná reprodukce monumentálního obrazu Friedricha Gunkela v mnichovském Maximilianeu, zničeného během druhé světové války

Římané předpokládali, že Germánie byla již zpacifikovaná a tak začali s postupnou integrací nového území do své říše. Po Tiberiově odchodu do Ilýrie jmenoval Augustus novým guvernérem v Germánii Publia Quinctilia Vara. Varus germánským kmenům začal uplatňovat nová pravidla, zavedl římské právo a zvyšil daně. Germánské kmeny toto nesly s nelibostí a začaly se spojovat v jednu velkou skupinu, jejichž vůdcem se stal Arminius z kmene Cherusků, kterého Římané považovali za spojence. Arminius původně vyrůstal v Římě, byl římským vojákem, který doprovázel Publia Quinctilia Vara. Po praktikách, které Římané používali proti jeho lidu, obrátil se proti Římu.
O vojenském tažení z roku 9 se nedochovalo mnoho informací až do doby návratu Varových legií z tábora na řece Vezera zpět do zimoviště v Castra Vetera. Na cestě do zimoviště obdržel Varus od Arminia zprávu o tom, že západně od římského tábora došlo k malému povstání. Pro Římany bylo potlačení vzpoury jen malou zajížďkou a tak ustoupili z hlavní komunikace a vydali k místu, které Arminius označil místem vzpoury. Ve skutečnosti to byla léčka, během níž Arminius plánoval zničení římských legií. Bitva v Teutoburském lese se udála v době panonského povstání, kdy byla většina římských legií dislokována v Ilýrii a tak Varus měl v Germánii pouze tři legie. Když se legie přiblížily ke Kalkriese, musely projít hlubokým lesem s úzkou komunikací a tak postupovaly v těsné formaci, která se natáhla do několika kilometrové délky. V lese pak bylo germánskými kmeny napadeno čelo formace. Římané nezvyklí této vojenské taktiky se v bahnitém terénu, který jim ztěžoval pohyb nedokázali bránit. Varus neměl přehled o situaci, protože komunikaci ztěžovala délka formace natěsnaná na úzké cestě a tak nařídil vojákům, aby postoupily vpřed, ale z lesa útočila koalice germánských kmenů v obrovském počtu válečníků. Překvapení Římané ve střední a zadní části formace začali utíkat všemi směry, ale většina z nich padla nebo utonula v bažinách. Varus si uvědomil závažnost své situace a tak se zabil nalehnutím na svůj meč. Několik Římanů přežilo jen proto, že zůstali skryti a opatrně postupovali lesy zpět do zimoviště v Castra Vetera.

## Tažení po bitvě v Teutoburským lese
Poté, co do Říma dorazila zpráva o Varově porážce, poslal Augustus Tiberia zpět k Rýnu, aby stabilizoval hranici říše. Tiberius zvýšil obranné schopnosti rýnských pevností a přerozdělil síly po celém regionu. Začal zlepšovat disciplínu a vedl malé výpravy přes Rýn. Velleius Paterculus uvádí, že Tiberius pronikl do nitra země, otevřel vojenské cesty, zpustošil pole, vypálil domy, porazil ty, kdo proti němu přišli a bez újmy se vrátil pokrytý slávou do zimovišť. Podle historiků Robina Seagera a Petera S. Wellse je Velleiův popis téměř jistě přehnaný. Seager říká, že Tiberius úspěšně aplikoval taktiku, kterou vyvinul v Ilýrii, ale jeho útoky byly spíše pouhými trestnými nájezdy. Tiberius se po bitvě v Teutoburském lese v Germánii daleko nedostal, protože se pohyboval pomalu, aby neriskoval další životy vojáků. Jeho postup byl opatrný a rozvážný, spíše pustošil úrodu, vypaloval obydlí a rozháněl obyvatelstvo.
Na vojenském tažení v letech 11 a 12 se k Tiberiovi připojil jeho adoptivní syn Germanicus. Oba překročili Rýn a podnikli různé výpravy po nepřátelském území, přičemž se pohybovali se stejnou opatrností jako při minulé výpravě. Vojenské tažení bylo vedeno proti Brukterům a Marsům, aby pomstilo porážku v Teutoburském lese, ale nemělo žádný významný účinek.

### Tažení Germanica

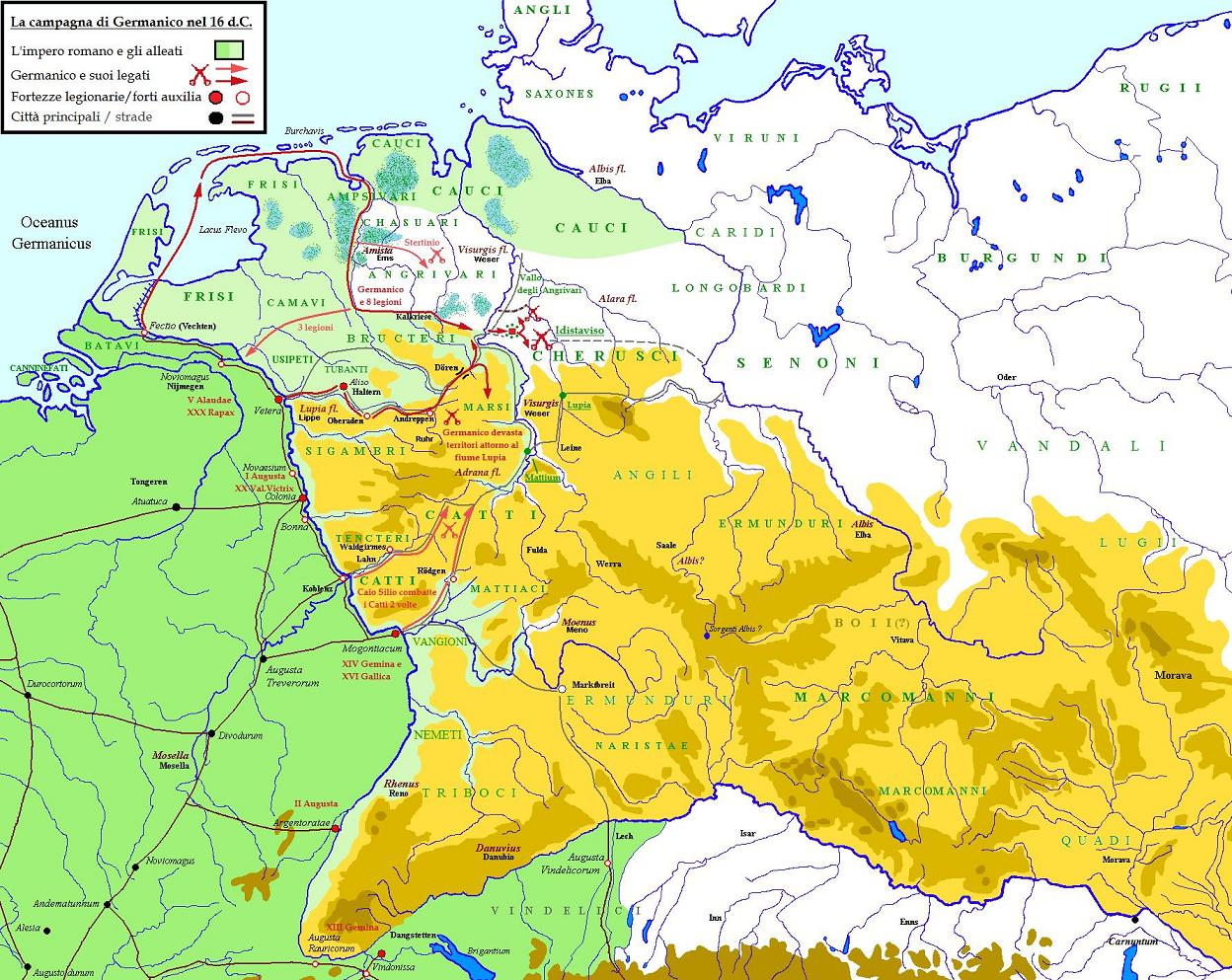
Tažení Germanika v roce 16 n. l.

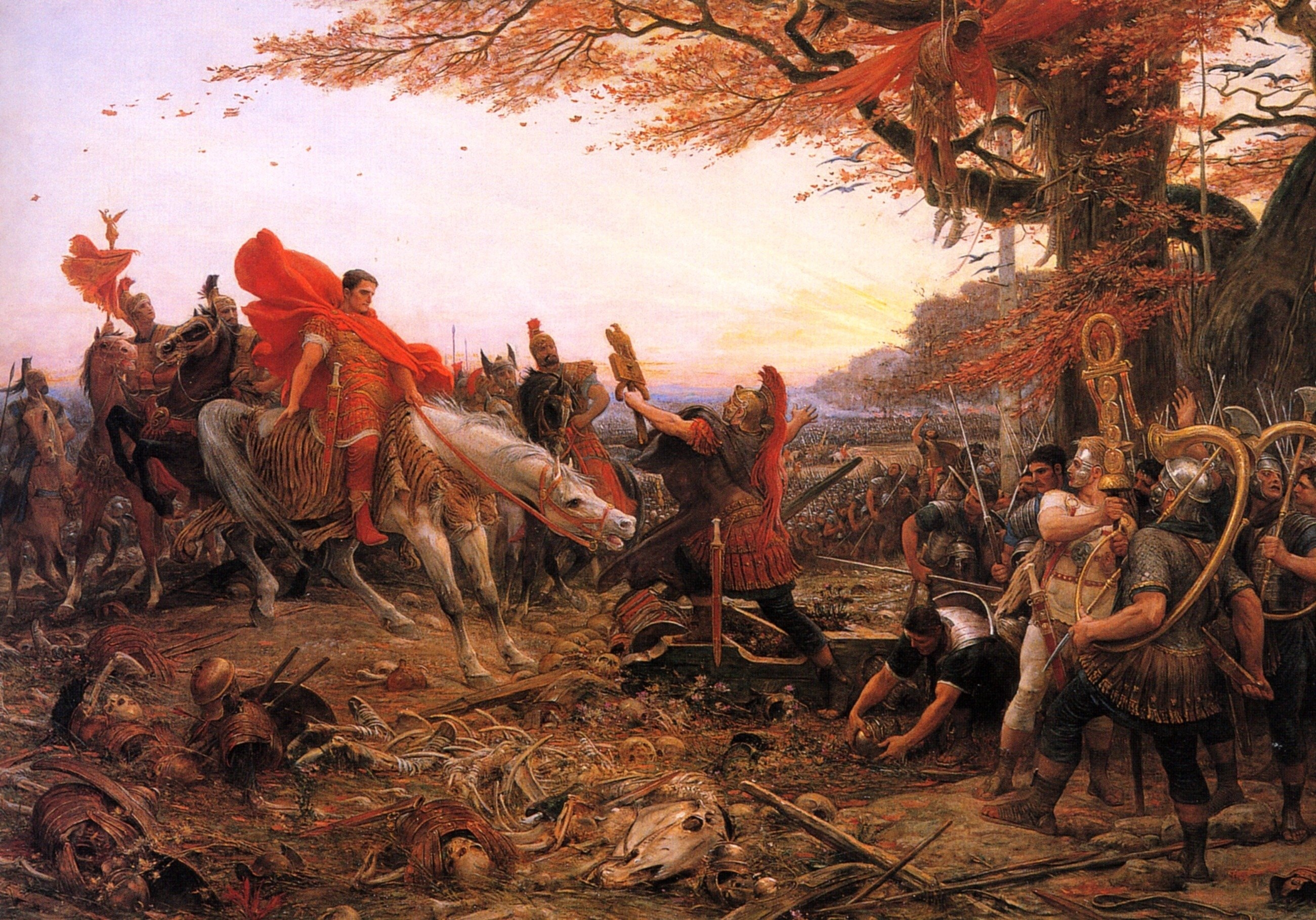
Germanicus v Teutoborském lese po nálezu ostatků Varových legií

V následujícím roce jmenoval Augustus velitelem sil na Rýně Germanica. V srpnu roku 14 Augustus zemřel a 17. září senát potvrdil Tiberia jeho nástupcem. Římští historikové, včetně Tacita a Cassia Dia, zmiňují, že Augustus zanechal příkaz nařizující konec imperiální expanze v Germánii. Není známo, zda Augustus skutečně sepsal takový příkaz, nebo zda Tiberius považoval za nutné zastavit římskou expanzi v Germánii, protože náklady byly příliš vysoké, jak finančně, tak vojensky. Tiberius přesunul osm legií k Rýnu, což byla asi jedna třetina vojenských sil Říma. Čtyři legie byli v dolní Germánii pod vedením Aula Caeciny v Xantenu. Další čtyři legie byly v horní Germánii pod velením Gaia Silia.
Mezi lety 14. a 16. vedl Germanicus několik vojenských výprav přes Rýn do Germánie, především proti Arminiovy a jeho spojencům. Germanicus během těchto výprav využíval spojnici Rýn a Severní moře, které potřeboval pro logistiku vzhledem k nedostatku komunikací v tehdejší Germánii. Se svými legiemi nalezl místo bitvy v Teutoburském lese s ostatky padlých Římanů, které Germanicovi vojáci pohřbili. Trestná výprava vyvrcholila v roce 16 rozhodujícím vítězstvím v bitvě na pláni Idistaviso a bitvě u Angrivarianské zdi, ve kterých byla germánská koalice pod vedením Arminia poražena. Arminiovi se podařilo z bojiště uniknout. Římané anektované území předali spřáteleným kmenům a stáhli se z většiny částí Germánie, protože se domnívali, že vojenské úsilí potřebné k pokračování bylo příliš velké ve srovnání s jakýmkoli potenciálním ziskem. Tacitus napsal, že účelem vojenských tažení po bitvě v Teutoburském lese bylo spíše pomstít Varovu porážku, než rozšířit hranice Říma.

## Důsledky
Tiberius se rozhodl pozastavit veškeré vojenské aktivity za Rýnem a nechal Germány, aby bojovali o svá území mezi sebou. Spíše upřednostňoval spojenectví se spřátelenými germánskými kmeny před ostatními a snažil se uržet klid na nově ustálené hranici nazývané Limes Romanus. Obecně byla z hlediska ekonomických a vojenských zdrojů vojenská tažení do Germánie příliš riskantní a příliš nákladná. Zisk z těchto výprav by byl patrně nízký a to i kdyby bylo kolonizováno celé území mezi Rýnem a Labem.
Je možné, že k novému pokusu o dobytí Germánie došlo v roce 47 za vlády Claudia. Claudius do Germánie vyslal výpravu pod velením Domitia Corbula, ale po počátečních úspěších proti Frísům a Chaukům byla výprava zrušená. Teprve Domitianus v letech 83 až 85 získal nová území mezi Rýnem a Dunajem. V roce 85 bylo území kolem Rýna integrováno do římských provincií Germania Inferior a Germania Superior, zatímco na jihu od Dunaje vznikla provincie Raetie. Římská říše nezahájila žádné další velké vojenské operace v Germánii až do vlády císaře Marca Aurelia, který v letech 161 až 180 z Carnunta vedl Markomanské války.